# TSV Aindling
Der TSV Aindling (Turn- und Sportverein 1946 Aindling e. V.) ist ein Sportverein aus Aindling (Landkreis Aichach-Friedberg) mit Abteilungen für Fußball, Tennis, Volleyball, Stockschießen, Damengymnastik, Kinderturnen und Skisport. 

## Vereinsgeschichte
Bei der Gründung 1946 hieß der Verein noch TSV Aindling-Todtenweis, und zwischen beiden Gemeinden lag auch seine erste Heimspielstätte. 1947 wurde der neu angelegte TSV-Sportplatz an der Gamlinger Straße bezogen; hier spielte die Mannschaft, bis 1973 die Sportanlage am Schüsselhauser Kreuz, einem Hügel oberhalb der eigentlichen Ortschaft Aindling, eingeweiht wurde. Seit dem Ausbau 1987–1990 ist das Fußballstadion für 1.000 Zuschauer ausgelegt und hat eine überdachte Haupttribüne.
Die Fußballmannschaft kam 1975 erstmals über die Ebene des Kreises Aichach hinaus, bis 1983 gehörte sie der Bezirksliga Schwaben-Nord an, danach bis 1996 (mit Ausnahme von 1989/90) der Landesliga Bayern Süd. Seitdem hält sich der TSV Aindling in der Bayernliga, meistens im Mittelfeld platziert. Der TSV Aindling spielt nach der Neugliederung der Fußballligen in Bayern ab der Saison 2013/14 in der Landesliga Bayern Südwest.
Die beiden größten Tage der Klubgeschichte stellen die Spiele in der DFB-Pokal-Hauptrunde dar, für die man sich 2003 und 2004 qualifizieren konnte. Am 30. August 2003 unterlag Aindling gegen den FC Schalke 04 0:3, am 22. August 2004 gegen Hertha BSC 0:1.
Zum Abschluss der Saison 2012/13 unterlag der TSV Aindling in der Relegation der DJK Vilzing, so dass der Abstieg in die Landesliga Südwest feststand. In der Folgesaison 2013/2014 konnte der Sturz in die Bezirksliga erst nach einer erfolgreichen Abstiegsrelegation verhindert werden.
Ende November / Anfang Dezember 2011 fand beim TSV Aindling eine Razzia wegen des Verdachts auf Beihilfe zur Vorenthaltung und Veruntreuung von Arbeitsentgelten statt. Dem Finanzamt sollen sozialversicherungspflichtige Abgaben vorenthalten oder es soll in Unkenntnis darüber gelassen worden sein. Der folgende Prozess endete im Juni 2016 mit Bewährungsstrafen gegen vier Vereinsfunktionäre. Ein aufgrund der Unklarheit über die Höhe der zu leistenden Nachzahlungen am 17. August 2015 gestellter vorläufiger Insolvenzantrag konnte rechtzeitig vor Beginn der Saison 2016/17 zurückgezogen werden, somit spielte der TSV Aindling weiter in der Landesliga. Zwischenzeitlich war dem Verein im Februar 2012 sogar die Gemeinnützigkeit aberkannt worden.
2017 stieg man aus der Landesliga ab. In der Saison 2022/23 gelang dem Verein der Wiederaufstieg in die Landesliga.

## Erfolge
- Bayerischer Toto-Pokalsieger: 2003
- Aufstieg in die Bayernliga: 1996
- Pokalsieger Bezirk Schwaben: 1984, 1995, 1997, 2003, 2009
- Erste Hauptrunde DFB-Pokal: 2003/04, 2004/05
- Bayerischer Hallenmeister: 1983, 2003

## Bekannte Spieler
- Alexander Benede, über dessen Kindheit u. a. der ZDF-Film Der Polizist, der Mord und das Kind gedreht wurde.[10][11]
- Alexander Dürr, u. a. SpVgg Greuther Fürth, spielte von 2004 bis Dezember 2006 bei Aindling
- Thomas Gebauer, später u. a. SV Ried und TSV 1860 München, spielte von 2001 bis 2004 beim TSV
- Jürgen Haller, Sohn von Helmut Haller und Ex-Profi des FC Augsburg
- Marco Löring, Ex-Profi für u. a. FC Augsburg und Union Berlin
- Markus Mattes, spielte u. a. beim SV Lohhof und dem FC Ingolstadt 04; heute Trainer beim VfB Eichstätt
- Bernd Meier, Ex-Profi für u. a. Borussia Dortmund, Borussia Mönchengladbach und den TSV 1860 München
- Bajram Nebihi, Ex-Profi für u. a. FC Augsburg, FC Zob Ahan, Bursaspor
- Thomas Schlüter spielte von 1995 bis 1997 bei Aindling und von 2001 bis 2002, von 1997 bis 2001 beim TSV 1860 München, Bundesligaeinsatz 1998 gegen SC Freiburg
- Mathias Wittek